# Pottawatomie County, Oklahoma
Pottawatomie County är ett administrativt område i delstaten Oklahoma, USA, med 69 442 invånare. Den administrativa huvudorten (county seat) är Shawnee. 

## Geografi
Enligt United States Census Bureau så har countyt en total area på 2 055 km². 2 040 km² av den arean är land och 14 km² är vatten.

### Angränsande countyn
- Lincoln County - nord
- Okfuskee County - nordost
- Seminole County - öst
- Pontotoc County - sydost
- McClain County - sydväst
- Cleveland County - väst
- Oklahoma County - nordväst